# مجموعات عرقية في أفغانستان

أفغانستان الخريطة العرقية (2005)

أفغانستان بلد متعدد الأعراق. تشمل مجموعاتها العرقية: بشتون، وطاجيك، وهزارة، وأوزبك، وإيماق، وتركمان، وبلوش، وباشايي، ونورستاني، وغوجار، وعرب، وقيزلباش، وباميري، ومغول وغيرهم.

## الهوية الوطنية
مصطلح «أفغاني» مرادف لقومية البشتون، ولكن في العصر الحديث أصبح هذا المصطلح هو الهوية الوطنية للشعب الذي يعيش في أفغانستان.
لا يملك شعب أفغانستان ثقافة موحدة، ولكن في نفس الوقت لا توجد حدود واضحة بين الجماعات العرقية المختلفة، وهناك الكثير من التداخل بينها. كما أن المجموعات العرقية ليست متجانسة عرقيًا. تبنت الجماعات العرقية في أفغانستان مختلف التقاليد والاحتفالات من البعض وكلها تشترك في ثقافة مماثلة. على سبيل المثال، احتفال نوروز هو مهرجان رأس السنة تحتفل به مجموعات مختلفة في أفغانستان.